# Lehsen
Lehsen là một đô thị ở huyện Ludwigslust, bang Mecklenburg-Vorpommern, Đức. Đô thị này có diện tích 7,75 km², dân số thời điểm 31 tháng 12 là 352 người.